# Epipactis greuteri
L'elleborina di Greuter (Epipactis greuteri H.Baumann & Künkele, 1981) è una piccola pianta erbacea perenne dai delicati fiori, appartenente alla famiglia delle Orchidacee.

## Etimologia
Il termine Epipactis si trova per la prima volta negli scritti di Dioscoride Pedanio (Anazarbe in Cilicia, 40 circa - 90 circa) che fu un medico, botanico e farmacista greco antico che esercitò a Roma ai tempi dell'imperatore Nerone. L'origine di questo termine è sicuramente greca, ma l'etimologia esatta ci rimane oscura (qualche testo lo traduce con “crescere sopra”). Sembra comunque che in origine sia stato usato per alcune specie del genere Helleborus. In tempi moderni il nome del genere fu creato dal botanico e anatomista germanico Johann Gottfried Zinn (1727 – 1759), membro tra l'altro dell'Accademia delle Scienze di Berlino, in una pubblicazione specifica sul genere Epipactis nel 1757.
L'epiteto specifico (greuteri) è una dedica al botanico svizzero Werner Rodolfo Greuter (1938-).

## Descrizione
È una pianta erbacea perenne alta da 20 a 60 cm. La forma biologica di questa orchidea è geofita rizomatosa (G rizh), ossia è una piante con un particolare fusto sotterraneo, detto rizoma, che ogni anno si rigenera con nuove radici e   fusti avventizi. Queste piante, contrariamente ad altri generi delle orchidee, non sono "epifite", ossia non vivono a spese di altri vegetali di maggiori proporzioni (hanno cioè un proprio rizoma).

### Radici
Le radici sono secondarie da rizoma.

### Fusto
- Parte ipogea: la parte sotterranea consiste in un breve rizoma.
- Parte epigea: la parte aerea è formata da uno o più fusti. Il colore del fusto è verde scuro ed è pubescente.

### Foglie
Le foglie, intere e fittamente dentate sui bordi, sono distribuite lungo tutto il fusto a disposizione più o meno spiralata. Quelle basali sono quasi orbicolari, quelle intermedie sono a forma lanceolata stretta, mentre le superiori sono di tipo bratteiforme e ripiegate verso il basso. Sono sessili, appena amplessicauli. La lamina è percorsa da diverse nervature longitudinali (foglie di tipo parallelinervie).

### Infiorescenza
L'infiorescenza è un racemo terminale, lasso con fiori penduli (massimo 30 fiori) e pedicellati (il pedicello, rispetto ad altre orchidee, è molto lungo). Alla base del pedicello è presente una brattea pendente a forma lanceolata più lunga del fiore. I fiori sono resupinati, ruotati sottosopra tramite torsione del pedicello. Lunghezza dell'infiorescenza: 20 cm.

### Fiore
I fiori sono ermafroditi ed irregolarmente zigomorfi, pentaciclici (perigonio a 2 verticilli di tepali, 2 verticilli di stami, 1 verticillo dello stilo). I fiori sono colorati di verde-biancastro con deboli sfumature violacee. Dimensione del fiore: 12 – 18 mm.

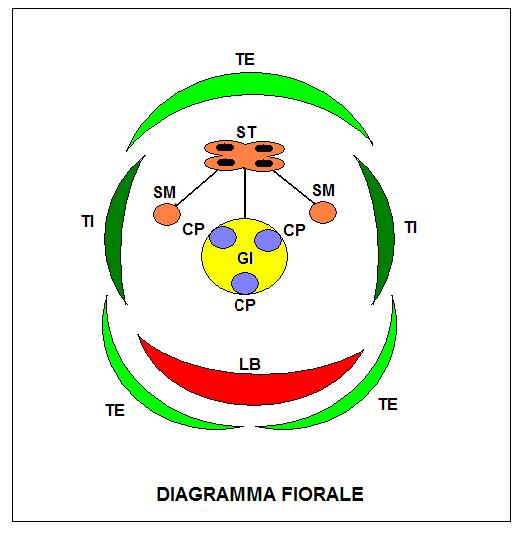

- Formula fiorale: per queste piante viene indicata la seguente formula fiorale:

X, P 3+3, [A 1, G (3)], infero, capsula
- Perigonio: il perigonio è composto da 2 verticilli con 3 tepali ciascuno (3 interni e 3 esterni) di forma ovale con apice appuntito piegato in basso, liberi e patenti (il fiore si presenta più o meno aperto con i tepali protesi in avanti); il primo verticillo (esterno) ha 3 tepali di tipo sepaloide (simili ai sepali di un calice), sono colorati in verde chiaro; nel secondo verticillo (interno) il tepalo centrale (chiamato “labello”) è notevolmente diverso rispetto agli altri due laterali che si presentano più o meno uguali ai tepali esterni ma con colori più chiari (quasi biancastri) con sfumature violacee.
- Labello: il labello è diviso in due sezioni; la porzione posteriore del labello (basale, chiamata ipochilo) è concava, mentre quella anteriore (apicale, chiamata epichilo) è incurvata verso il basso con apice appuntito. La colorazione del labello esternamente è verde chiaro (quasi biancastro) come i tepali; nella parte interna dell'ipochilo il colore è più scuro, mentre l'epichilo nella zona centrale è quasi bianco (a volte può essere violaceo) con i bordi ondulati. Nel mezzo tra l'ipochilo e l'epichilo è presente una strozzatura che collega le due parti. Il labello è inoltre privo di callosità evidenti e non è speronato come in altri generi e l'ipochilo è nattarifero.

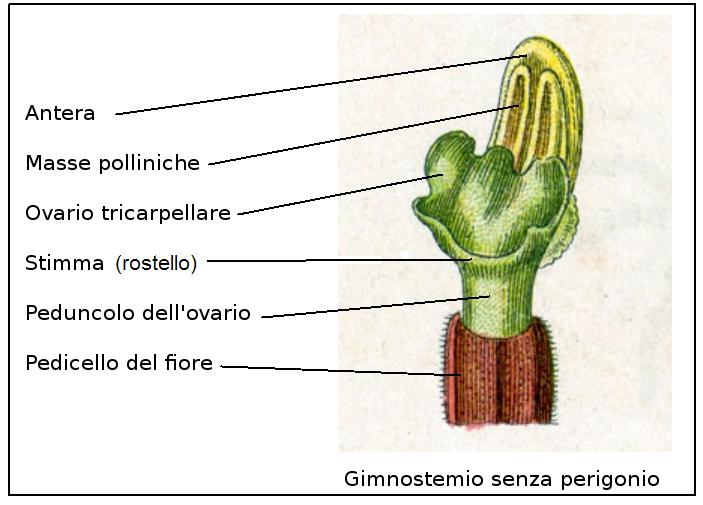
Descrizione del ginostemio

- Ginostemio:  lo stame con la rispettiva antera biloculare è concresciuto con lo stilo e forma una specie di organo colonnare chiamato ginostemio[6]. Il colore di questo organo è fondamentalmente bianco-giallastro.  L'antera è sessile, mentre il rostello non è molto grande e non è efficiente. Il polline è più o meno incoerente (friabile e polverulento) distribuito su masse cerose polliniche bilobe (una per ogni loculo dell'antera); queste masse sono prive di “caudicole” (filamento di aggancio all'antera) e sono contenute in una cavità chiamata clinandrio che in questo caso è in parte atrofizzata. L'ovario è infero, piriforme-globoso ed è formato da tre carpelli fusi insieme, sorretto da un peduncolo incurvato.
- Fioritura : da giugno ad agosto.

### Frutti
Il frutto è una capsula obovoide (o esagonale) a più coste. Anche le capsule, come i fiori, sono orizzontali o pendule.  Nell'interno sono contenuti numerosi minutissimi semi piatti. Questi semi sono privi di endosperma e gli embrioni contenuti in essi sono poco differenziati in quanto formati da poche cellule. Queste piante vivono in stretta simbiosi con micorrize endotrofiche, questo significa che i semi possono svilupparsi solamente dopo essere infettati dalle spore di funghi micorrizici (infestazione di ife fungine). Questo meccanismo è necessario in quanto i semi da soli hanno poche sostanze di riserva per una germinazione in proprio.

## Biologia
La riproduzione di questa pianta avviene in due modi:
- per via sessuata grazie all'impollinazione degli insetti pronubi; la germinazione dei semi è tuttavia condizionata dalla presenza di funghi specifici (i semi sono privi di albume – vedi sopra).
- in modo autogamo, quando il fiore è già aperto.

## Distribuzione e habitat
- Geoelemento: il tipo corologico (area di origine) è Sud Est - Europeo.
- Distribuzione: in Italia questa orchidea è presente in Calabria. All'estero nelle Alpi è presente in Slovenia e nel Länder di Vienna. Nel resto dell'Europa si trova nella Penisola Balcanica fino alla Grecia.
- Habitat: l'habitat tipico di questa pianta sono i sottoboschi di conifere (e latifoglie). Il substrato preferito è sia calcareo che calcareo/siliceo con pH basico e terreno con medi valori nutrizionali e mediamente umido.
- Distribuzione altitudinale: sui rilievi queste piante si possono trovare da 800 fino a 1400 m s.l.m.; frequentano quindi i seguenti piani vegetazionali: collinare e in parte montano.

### Fitosociologia
Dal punto di vista fitosociologico la specie di questa voce appartiene alla seguente comunità vegetale:
Formazione: comunità forestali
Classe: Carpino-Fagetea
Ordine: Fagetalia sylvaticae
Alleanza: Fagion sylvaticae

## Tassonomia
La sottospecie Epipactis greuteri subsp. flaminia (P.R.Savelli & Aless.) H.Bauman, Künkele & R.Lorenz è oggi considerata come specie a sé (Epipactis flaminia). In Italia si trova solamente nell'Appennino Tosco-Emiliano e nel Parco Nazionale delle Foreste Casentinesi, Monte Falterona e Campigna.

### Ibridi
Epipactis greuteri  può ibridarsi con la specie Epipactis helleborine (L.) Crantz e formare il seguente ibrido:
- Epipactis × breinerorum Batoušek (1997)

### Specie simili
In genere tutte le Epipactis sono abbastanza simili nella forma del fiore. Qui ricordiamo alcune specie (tralasciando le varie sottospecie) quali: 
- Epipactis leptochila (Godfery) Godfery - Elleborina a labello sottile: è una specie con labello poco sviluppato.
- Epipactis microphylla (Ehrh.) Swartz. - Elleborina minore: è una specie con poche e piccole foglie.
- Epipactis atrorubens (Hoffm.) Besser - Elleborina violacea: i fiori sono bruno-rosei.
- Epipactis palustris (L.) Crantz – Elleborina palustre: i fiori sono bruno-purpureo tendente al biancastro.
- Epipactis helleborine (L.) Crantz – Elleborina comune: si distingue soprattutto per la larghezza delle foglie.

## Conservazione
La Lista rossa IUCN classifica Epipactis greuteri come specie in pericolo di estinzione (Endangered).
La specie figura nelle Appendice B della Convenzione sul commercio internazionale delle specie minacciate di estinzione (CITES).